# Beschwer
Die Beschwer ist ein Begriff aus dem deutschen Prozessrecht. Sie ist Voraussetzung für die Zulässigkeit eines Rechtsmittels. Ein Rechtsmittel soll nur demjenigen zustehen, der geltend machen kann, durch eine Entscheidung in einem subjektiven Recht verletzt zu sein, was Popularklagen grundsätzlich ausschließt.
Es wird zwischen der formellen und materiellen Beschwer unterschieden. Formell ist insbesondere der Kläger beschwert, wenn die Entscheidung negativ von seinem Sachantrag abweicht (sog. Differenzbetrachtung). Materiell beschwert ist der Beklagte, wenn eine Entscheidung für ihn ungünstig ausfällt. Klagt beispielsweise ein Verkäufer einen Kaufpreis in Höhe von 10 000 Euro ein, wird der Klage aber nur in Höhe von 6 000 Euro stattgegeben und im Übrigen abgewiesen, ist er in Höhe von 4 000 Euro (Teilabweisung) formell beschwert, der Beklagte ist in Höhe von 6 000 Euro, zu deren Zahlung er verurteilt wurde, materiell beschwert. Für den Wert der mit einem Rechtsmittel geltend zu machenden Beschwer kann es im Gesetz bestimmte Wertgrenzen geben.
Die Beschwer im Strafprozess bedeutet, dass die Urteilsformel einen unmittelbaren Nachteil für den Verurteilten enthalten muss, der seine Rechte und geschützten Interessen unmittelbar beeinträchtigt (sog. Tenorbeschwer). Es genügt nicht, wenn ihn nur der Inhalt der Urteilsgründe in irgendeiner Weise belastet.
Ein Freispruch wegen nicht erwiesener Schuldfähigkeit im Sinne von § 20 StGB beschwert den Angeklagten nicht und kann deshalb nicht mit der Revision angefochten werden.
Im Strafprozess ist für ein Rechtsmittel der Staatsanwaltschaft keine Beschwer erforderlich (§ 296 Abs. 2 StPO).
Eine verwaltungsgerichtliche Klage ist nur zulässig, wenn der Kläger geltend macht, durch den Verwaltungsakt oder seine Ablehnung oder Unterlassung in seinen Rechten verletzt zu sein (Beschwerde- oder Klagebefugnis, § 42 Abs. 2 VwGO). Für die Zulässigkeit der Klage reicht die bloße Möglichkeit einer Rechtsverletzung aus. Belastende Verwaltungsakte beschweren den Adressaten wegen des Eingriffs in die allgemeine Handlungsfreiheit ohne weiteres, durch begünstigende Verwaltungsakte können unter bestimmten Voraussetzungen auch Dritte, etwa Nachbarn bei Erteilung einer Baugenehmigung beschwert sein. Die Klage ist jedoch nur begründet mit der Folge, dass das Gericht den Verwaltungsakt und den etwaigen Widerspruchsbescheid aufhebt, soweit der Verwaltungsakt rechtswidrig und der Kläger dadurch tatsächlich in seinen Rechten verletzt ist (§ 113 Abs. 1 Satz 1 VwGO).